# Berberis silvicola
Berberis silvicola är en berberisväxtart som beskrevs av Camillo Karl Schneider. Berberis silvicola ingår i släktet berberisar, och familjen berberisväxter. Inga underarter finns listade i Catalogue of Life.